# Microsporum canis
Espèce
Microsporum canis est une espèce de champignons du genre Microsporum responsable de plus de 90 % des cas de teignes chez le chien et le chat en France. Il contamine facilement l'homme, surtout l'enfant, et a également été retrouvé sur le hamster et le lion.